# Raphaëlle Moreau
Pour les articles homonymes, voir Moreau.
Raphaëlle Moreau, née en 1996 à Paris, est une violoniste française.

## Biographie
Raphaëlle Moreau a grandi dans une fratrie de musiciens. Elle est la sœur d’Edgar Moreau, violoncelliste, de Jérémie, pianiste nommé aux Victoires de la musique classique 2022, et de David, violoniste. Elle commence le violon dès l’âge de 4 ans avec la méthode Suzuki. Elle se forme auprès d'Igor Volochine au Conservatoire à rayonnement régional de Paris. Elle intègre à 14 ans le Conservatoire national supérieur de musique et de danse de Paris dans la classe de Roland Daugareil et suit en plus l’enseignement de Pavel Vernikov à la Scuola di Musica di Fiesole (it) en Italie puis à la Haute École de musique de Lausanne. 
Premier Grand Prix du 17e Concours Postacchini, Raphaëlle Moreau donne à 13 ans de nombreux récitals en Italie. Elle se produit notamment comme soliste avec orchestre.
En 2016, elle se produit en trio à la Philharmonie de Cologne, au Konzerthaus de Dortmund ainsi qu’en récital aux Sommets Musicaux de Gstaad. Elle crée « Indra », une pièce pour violon et piano de Camille Pépin, avec la pianiste Célia Oneto Bensaid.
En 2017, elle enregistre le quintette de Chostakovitch avec Olivier Charlier, Lise Berthaud, Ophélie Gaillard et Claire Désert pour le « Coffret Collection » du CIC.
Elle est nommée premier violon solo du Gustav Mahler Jugendorchester.
En 2018, elle obtient un master de soliste avec la plus haute distinction dans la classe de Renaud Capuçon en Suisse tout en préparant un diplôme d’artiste interprète au Conservatoire de Paris.
En 2021, elle interprète le Concerto pour deux violons de J.-S. Bach au côté de Renaud Capuçon au Concert de Paris.

## Distinctions
- 2017 : Prix Livio Benedetti[1]